# Italia ai campionati del mondo di atletica leggera 2005
La squadra italiana ai campionati del mondo di atletica leggera 2005, disputati ad Helsinki dal 6 al 14 agosto, è stata composta da 49 atleti (27 uomini e 22 donne).

## Uomini
| Specialità             | Atleta                                                           | Turno            | Risultato | Prestazione | Note                                     |
| ---------------------- | ---------------------------------------------------------------- | ---------------- | --------- | ----------- | ---------------------------------------- |
| 100 m                  | Simone Collio                                                    | Batteria         | Q         | 10"27       |                                          |
| 100 m                  | Simone Collio                                                    | Quarti di finale | Eliminato | 10"60       |                                          |
| 200 m                  | Andrew Howe                                                      | Batteria         | Q         | 21"08       |                                          |
| 200 m                  | Andrew Howe                                                      | Quarti di finale | Eliminato | 21"19       |                                          |
| 200 m                  | Koura Kaba Fantoni                                               | Batteria         | Eliminato | 21"10       |                                          |
| 400 m                  | Andrea Barberi                                                   | Batteria         | q         | 45"70       | Miglior prestazione personale            |
| 400 m                  | Andrea Barberi                                                   | Semifinale       | Eliminato | 47"10       |                                          |
| 800 m                  | Maurizio Bobbato                                                 | Batteria         | Eliminato | 1'48"36     |                                          |
| Maratona               | Ottaviano Andriani                                               | Finale           | 17º       | 2h16'29"    |                                          |
| Maratona               | Ruggero Pertile                                                  | Finale           | 35º       | 2h21'34"    |                                          |
| Maratona               | Stefano Baldini                                                  | Finale           | dnf       |             |                                          |
| Maratona               | Migidio Bourifa                                                  | Finale           | dnf       |             |                                          |
| Maratona               | Alberico Di Cecco                                                | Finale           | dnf       |             |                                          |
| Marcia 20 km           | Lorenzo Civallero                                                | Finale           | 14º       | 1h22'52"    | Miglior prestazione personale stagionale |
| Marcia 20 km           | Ivano Brugnetti                                                  | Finale           | dnf       |             |                                          |
| Marcia 50 km           | Alex Schwazer                                                    | Finale           | Bronzo    | 3h41'54"    | Record nazionale                         |
| Marcia 50 km           | Marco De Luca                                                    | Finale           | 13º       | 3h58'32"    |                                          |
| Marcia 50 km           | Diego Cafagna                                                    | Finale           | dq        |             | [ 1 ]                                    |
| Salto in alto          | Nicola Ciotti                                                    | Qualifica        | q         | 2,27 m      |                                          |
| Salto in alto          | Nicola Ciotti                                                    | Finale           | 5º        | 2,29 m      |                                          |
| Salto in alto          | Andrea Bettinelli                                                | Qualifica        | Eliminato | 2,24 m      |                                          |
| Salto in alto          | Alessandro Talotti                                               | Qualifica        | Eliminato | nm          |                                          |
| Salto con l'asta       | Giuseppe Gibilisco                                               | Qualifica        | q         | 5,45 m      |                                          |
| Salto con l'asta       | Giuseppe Gibilisco                                               | Finale           | 5º        | 5,50 m      |                                          |
| Salto triplo           | Paolo Camossi                                                    | Qualifica        | Eliminato | 16,23 m     |                                          |
| Lancio del martello    | Nicola Vizzoni                                                   | Qualifica        | Eliminato | 70,77 m     |                                          |
| Lancio del giavellotto | Francesco Pignata                                                | Qualifica        | Eliminato | 72,17 m     |                                          |
| Staffetta 4×100 m      | Luca Verdecchia Simone Collio Massimiliano Donati Andrew Howe    | Batteria         | dq        |             | [ 2 ]                                    |
| Staffetta 4×400 m      | Claudio Licciardello Edoardo Vallet Luca Galletti Andrea Barberi | Batteria         | Eliminata | 3'04"40     | [ 3 ]                                    |

## Donne
| Specialità             | Atleta                                                            | Turno            | Risultato | Prestazione | Note                                     |
| ---------------------- | ----------------------------------------------------------------- | ---------------- | --------- | ----------- | ---------------------------------------- |
| 100 m                  | Manuela Levorato                                                  | Batteria         | Q         | 11"46       |                                          |
| 100 m                  | Manuela Levorato                                                  | Quarti di finale | Eliminata | 11"54       |                                          |
| 800 m                  | Elisa Cusma                                                       | Batteria         | Eliminata | 2'05"95     |                                          |
| 1 500 m                | Eleonora Berlanda                                                 | Batteria         | Eliminata | 4'14"54     |                                          |
| 400 m ostacoli         | Benedetta Ceccarelli                                              | Batteria         | Q         | 56"00       |                                          |
| 400 m ostacoli         | Benedetta Ceccarelli                                              | Semifinale       | Eliminata | 55"41       | Miglior prestazione personale stagionale |
| 400 m ostacoli         | Monika Niederstätter                                              | Batteria         | Q         | 57"18       |                                          |
| 400 m ostacoli         | Monika Niederstätter                                              | Semifinale       | Eliminata | 56"14       |                                          |
| Maratona               | Rosaria Console                                                   | Finale           | 19ª       | 2h32'47"    |                                          |
| Marcia 20 km           | Elisa Rigaudo                                                     | Finale           | 7ª        | 1h29'52"    |                                          |
| Marcia 20 km           | Gisella Orsini                                                    | Finale           | 25ª       | 1h35'05"    |                                          |
| Salto in lungo         | Fiona May                                                         | Qualifica        | Eliminata | 6,51 m      |                                          |
| Salto triplo           | Magdelín Martínez                                                 | Qualifica        | Q         | 14,46 m     |                                          |
| Salto triplo           | Magdelín Martínez                                                 | Finale           | 8ª        | 14,31 m     |                                          |
| Salto triplo           | Simona La Mantia                                                  | Qualifica        | Eliminata | 14,00 m     |                                          |
| Getto del peso         | Assunta Legnante                                                  | Qualifica        | q         | 18,06 m     |                                          |
| Getto del peso         | Assunta Legnante                                                  | Finale           | 10ª       | 16,99 m     |                                          |
| Getto del peso         | Cristiana Checchi                                                 | Qualifica        | Eliminata | 16,67 m     |                                          |
| Getto del peso         | Chiara Rosa                                                       | Qualifica        | Eliminata | 17,32 m     |                                          |
| Lancio del martello    | Clarissa Claretti                                                 | Qualifica        | q         | 68,21 m     |                                          |
| Lancio del martello    | Clarissa Claretti                                                 | Finale           | 8ª        | 64,76 m     |                                          |
| Lancio del martello    | Ester Balassini                                                   | Qualifica        | Eliminata | nm          |                                          |
| Lancio del giavellotto | Zahra Bani                                                        | Qualifica        | q         | 60,09 m     |                                          |
| Lancio del giavellotto | Zahra Bani                                                        | Finale           | 5ª        | 62,75 m     | Miglior prestazione personale            |
| Lancio del giavellotto | Claudia Coslovich                                                 | Qualifica        | Eliminata | 55,78 m     |                                          |
| Staffetta 4×100 m      | Elena Sordelli Vincenza Calì Manuela Grillo Maria Aurora Salvagno | Batteria         | Eliminata | 44"03       |                                          |